# Nancy Swider-Peltz, Jr.
Nancy Swider-Peltz, Jr. (* 10. Januar 1987 in Maywood, Illinois) ist eine US-amerikanische Eisschnellläuferin. Wie ihre Mutter Nancy Swider-Peltz ist sie auf den Langstrecken bis 5000 Meter zu Hause.
In der Weltcup-Saison 2007/08 konnte sie mit einem fünften Platz das Team unterstützen. Auf den Einzelstrecken bisher mit Platz 14 über 3000 Meter ihr bestes Ergebnis erzielen. Die Einzelstrecken-WM 2008 sollte nochmals ihre Teamfähigkeit fordern, um mit Maria Lamb und Catherine Raney den 5. Platz zu erzielen.
Gleich zum Weltcup-Auftakt 2008/09 in Berlin gingen die US-Damen auf Medaillenkurs. Der von den niederländischen und deutschen Damen dominierte Teamlauf machte den Lauf nicht gerade leicht. Am Ende reichte es mit einigen Zehntelsekunden Vorsprung vor den Südkoreanerinnen für Bronze.